# Tariq Lamptey
Tariq Kwame Nii-Lante Lamptey (*30. září 2000 Hillingdon) je anglicko-ghanský profesionální fotbalista, který hraje převážně na pozici pravého obránce v anglickém klubu Brighton & Hove Albion a v anglickém národním týmu do 21 let.

## Klubová kariéra

### Chelsea
Lamptey se narodil v Hillingdonu ve Velkém Londýně. Před připojením k akademii Chelsea v roce 2008 hrál Lamptey za místní fotbalový klub Larkspur Rovers.
Lamptey v Premier League debutoval 29. prosince 2019, když v 59. minutě utkání proti Arsenalu vystřídal Fikaya Tomoriho. Lamptey se stal sedmým klubovým odchovancem, který se objevil v A-týmu během působení trenéra Franka Lamparda v Chelsea, před tím to byl Mason Mount, Billy Gilmour, Reece James, Marc Guehi, Tino Anjorin a Ian Maatsen. Lamptey v dresu Chelsea nastoupil ještě do dvou utkání, oba v FA Cupu, a to proti Nottinghamu Forest a Hull City.

### Brighton & Hove Albion
31. ledna 2020 přestoupil Lamptey do Brightonu, kde podepsal smlouvu na tři a půl roku. V klubu debutoval v Premier League 23. června proti Leicesteru City.
V prvním zápase sezóny 2020/21 nastoupil proti svému bývalému klubu Chelsea, ve kterém asistoval na gól Leandra Trossarda při domácí porážce 3:1. Svůj první gól vstřelil 1. listopadu při porážce 2:1 proti Tottenhamu Hotspur. Lamptey byl poprvé ve své kariéře vyloučen 21. listopadu poté, co obdržel dvě žluté karty při vítězství 2:1 proti Aston Ville. 17. ledna 2021 Lamptey prodloužil smlouvu o tři a půl roku.

## Reprezentační kariéra
Lamptey se narodil v Anglii a je ghanského původu. Je mládežnickým reprezentantem, reprezentoval Young Lions na úrovních od 18 do 21 let. V červenci 2020 byl osloven Ghanskou fotbalovou asociací ohledně možného reprezentování této africké země. 8. září 2020 však Lamptey debutoval v Anglické reprezentaci do 21 let při vítězství 2:1 nad Rakouskem v kvalifikaci na Mistrovství Evropy 2021.

## Statistiky
K 16. prosinci 2020
| Klub                   | Sezóna  | Liga           | Liga   | Liga | FA Cup | FA Cup | EFL Cup | EFL Cup | Ostatní | Ostatní | Celkem | Celkem |
| Klub                   | Sezóna  | Liga           | Zápasy | Góly | Zápasy | Góly   | Zápasy  | Góly    | Zápasy  | Góly    | Zápasy | Góly   |
| ---------------------- | ------- | -------------- | ------ | ---- | ------ | ------ | ------- | ------- | ------- | ------- | ------ | ------ |
| Chelsea U23            | 2018/19 | —              | —      | —    | —      | —      | —       | —       | 4       | 0       | 4      | 0      |
| Chelsea U23            | 2019/20 | —              | —      | —    | —      | —      | —       | —       | 3       | 2       | 3      | 2      |
| Chelsea U23            | Celkem  | Celkem         | —      | —    | —      | —      | —       | —       | 7       | 2       | 7      | 2      |
| Chelsea                | 2019/20 | Premier League | 1      | 0    | 2      | 0      | 0       | 0       | 0       | 0       | 3      | 0      |
| Brighton & Hove Albion | 2019/20 | Premier League | 8      | 0    | —      | —      | —       | —       | —       | —       | 8      | 0      |
| Brighton & Hove Albion | 2020/21 | Premier League | 11     | 1    | 0      | 0      | 0       | 0       | —       | —       | 11     | 1      |
| Brighton & Hove Albion | Celkem  | Celkem         | 19     | 1    | 0      | 0      | 0       | 0       | —       | —       | 19     | 1      |
| Celkem                 | Celkem  | Celkem         | 20     | 1    | 2      | 0      | 0       | 0       | 7       | 2       | 29     | 3      |

1. 1 2  Zápasy v EFL Trophy